# حسنين كروم
حسنين سيد محمود علي كروم (1938- 2020م) كاتب وصحفي مصري، تولى عدة مناصب صحفية وكان نائبا لرئيس تحرير مجلة الإذاعة والتلفزيون ومديرا لمكتب جريدة القدس العربي بالقاهرة.

## حياته
ولد حسنين كروم ونشأ في حي بولاق بالقاهرة يوم 22 أكتوبر 1938م. التحق بقسم الصحافة بكلية الآداب جامعة القاهرة، قبل أن يتحول لاحقا إلى كلية الإعلام، وتخرج منه ليعمل صحفيا في عدة صحف ويتدرج في المناصب، وساهم خلال رحلته الصحفية بالعديد من التحقيقات الصحفية والحوارات مع كبار الشخصيات في العالم العربي. وساهم مع عبد الباري عطوان في تأسيس جريدة القدس العربي كمدير لمكتبها في القاهرة عام 1989م.

## نشاطه
شارك في العديد من المؤتمرات والندوات والمقابلات التلفزيونية كمحلل سياسي وشاهد على الأحداث. وكتب مقالات بصورة منتظمة في صحف: مجلة الإذاعة والتلفزيون والأسبوع والمصري اليوم وغيرها، وكتب تقريرا يوميا يرصد الصحافة المصرية منذ العام 1989م.

## أعماله
ترك حسنين كروم عدد من المؤلفات هي:
- الصامتون يكذبون[7]
- صلاح نصر.. الأسطورة والمأساة[8]
- التحركات السياسية للإخوان المسلمين.. 1971 - 1987[9]
- عبد الناصر المفترى عليه[10]
- عبد الناصر بين هيكل ومصطفى أمين
- ذكرياتي السياسية.. لفؤاد سراج الدين. وقام كروم بإعداده

## وفاته
توفي حسنين كروم يوم 30 يونيو 2020م في مدينة القاهرة.